# Kim Sang-bum
Dans ce nom coréen, le nom de famille, Kim, précède le nom personnel.
Pour les articles homonymes, voir Kim.
Kim Sang-bum (hangeul : 김상범 ; hanja : 金尙範 ; RR : Gim Sang-beom ; MR : Kim Sang-pŏm) est un monteur sud-coréen, né le 14 août 1954. Il est connu pour sa collaboration avec le réalisateur Park Chan-wook.

## Biographie

### Jeunesse et formation
Kim Sang-bum naît le 14 août 1954. Son père, Kim Hee-soo (1926-2008), est monteur — ayant travaillé sur les films de l'époque, tels que The Marines Who Never Returned (en) (돌아오지 않는 해병, 1963) de Lee Man-hee et le premier long métrage The Moon Is... the Sun's Dream (달은... 해가 꾸는 꿈, 1992) de Park Chan-wook — pendant 30 ans, après la guerre de Corée. Il grandit, avec son frère cadet, Kim Jae-bum, dans l'univers du cinéma : « J'ai naturellement grandi dans le cinéma dès mon plus jeune âge et jamais je n’ai même songé à faire autre chose que du cinéma », avoue-t-il.
Il rencontre le jeune étudiant, Park Chan-wook, dans le département Réalisation, dont il gère, à l'université Sogang, à Séoul.

### Carrière
Kim Sang-bum commence sa carrière en tant qu'assistant réalisateur auprès du réalisateur, Im Kwon-taek.
Fin des années 1990, au moment de la retraite de son père, il change de métier pour prendre son relais dans l'avenue Chungmu-ro, à Séoul, car « [son] père semblait regretter de ne pas pouvoir transmettre sa salle de montage à ses fils. Il y travaillait toute sa vie ». Il recommande alors à son frère, Kim Jae-bum, de travailler avec lui en tant que monteur. En 1998, pour la première fois, il se fait un nom au générique du film Art Museum by the Zoo (미술관 옆 동물원) de Lee Jeong-hyang.
Il lit un scénario au moins 50 fois avant de commencer le montage « afin d'instaurer la confiance avec un réalisateur (…). Il faut surtout plonger dans l'histoire ».
En 1999, il travaille sur le court métrage Judgement (심판, 1999) de Park Chan-wook, puis ce dernier lui confie le montage sur tous ses œuvres à partir de Joint Security Area (공동경비구역 JSA, 2000) — à l'exception de Stoker.
En 2006, Le Roi et le Clown (왕의 남자) de Lee Joon-ik, pour lequel il est nommé, avec son frère, à la cérémonie des Grand Bell Awards.
Mi-novembre 2010, avec Kim Jae-beom, il remporte le prix du meilleur montage pour le thriller The Man from Nowhere (아저씨) de Lee Jeong-beom lors de la huitième cérémonie des Korean Film Awards

## Filmographie partielle

### Longs métrages

#### Années 1990-2000
- 1998 : Art Museum by the Zoo (미술관 옆 동물원) de Lee Jeong-hyang
- 1999 : Yellow Hair (노랑머리) de Kim Yu-min
- 1999 : La 6e Victime (텔 미 썸딩) de Chang Yoon-hyun
- 1999 : Memento Mori (여고괴담 두번째 이야기) de Kim Tae-yong et Min Gyoo-dong
- 2000 : Joint Security Area (공동경비구역 JSA) de Park Chan-wook
- 2001 : My Sassy Girl (엽기적인 그녀) de Kwak Jae-yong
- 2001 : Guns and Talks (킬러들의 수다) de Jang Jin
- 2002 : Sympathy for Mister Vengeance (복수는 나의 것) de Park Chan-wook (avec Kim Jae-bum)
- 2002 : Jiburo (집으로…) de Lee Jeong-hyang (avec Kim Jae-bum)
- 2002 : Conduct Zero (품행제로) de Jo Geun-sik (avec Kim Jae-bum)
- 2003 : Double Agent (이중간첩) de Kim Hyeon-jeong (avec Kim Jae-bum)
- 2003 : The Classic (클래식) de Kwak Jae-yong (avec Kim Jae-bum)
- 2003 : Old Boy (올드보이) de Park Chan-wook (avec Kim Jae-bum)
- 2004 : Ice Rain (빙우) de Kim Eun-sook (avec Kim Jae-bum)
- 2004 : Windstruck (내 여자친구를 소개합니다) de Kwak Jae-yong (avec Kim Jae-bum)
- 2004 : Trois Extrêmes (쓰리, 몬스터) de Takashi Miike, Park Chan-wook et Fruit Chan (in Cut, avec Kim Sang-bum)
- 2005 : Lady Vengeance (친절한 금자씨) de Park Chan-wook (avec Kim Jae-bum)
- 2005 : Le Roi et le Clown (왕의 남자) de Lee Joon-ik (avec Kim Jae-bum)
- 2006 : Daisy (데이지) d'Andrew Lau
- 2006 : Je suis un cyborg (싸이보그지만 괜찮아) de Park Chan-wook (avec Kim Jae-bum)
- 2008 : Cyborg Girl (僕の彼女はサイボーグ) de Kwak Jae-yong (avec Shuichi Kakesu)
- 2009 : Thirst, ceci est mon sang (박쥐) de Park Chan-wook (avec Kim Jae-bum)
- 2009 : Possessed (불신지옥) de Lee Yong-ju (avec Kim Jae-bum)
- 2009 : Good Morning President (굿모닝 프레지던트) de Jang Jin (avec Kim Jae-bum)

#### Années 2010
- 2010 : The Man from Nowhere (아저씨) de Lee Jeong-beom
- 2010 : The Unjust (부당거래) de Ryoo Seung-wan (avec Kim Jae-bum)
- 2010 : Haunters (초능력자) de Kim Min-suk (avec Kim Jae-bum)
- 2011 : Gojijeon (고지전) de Jang Hoon (avec Kim Jae-bum)
- 2011 : Hindsight (푸른소금) de Lee Hyun-seung (avec Kim Jae-bum et Yu Seung-yeop)
- 2011 : Unbowed (부러진 화살) de Jeong Ji-yeong (avec Kim Jae-bum)
- 2012 : Nameless Gangster (범죄와의 전쟁) de Yoon Jong-bin (avec Kim Jae-bum)
- 2012 : Architecture 101 (건축학개론) de Lee Yong-ju (avec Kim Jae-bum)
- 2012 : Eungyo (은교) de Jeong Ji-woo (avec Kim Jae-bum)
- 2012 : The Tower (타워) de Kim Ji-hoon (avec Kim Jae-bum)
- 2012 : My P.S. Partner (나의 P.S. 파트너) de Byun Sung-hyun (avec Kim Jae-bum)
- 2013 : The Agent (베를린) de Ryoo Seung-wan (avec Kim Jae-bum)
- 2013 : Hide and Seek (숨바꼭질) de Huh Jung (avec Kim Jae-bum)
- 2013 : Wish (소원) de Lee Joon-ik (avec Kim Jae-bum)
- 2013 : Monster Boy: Hwayi (화이: 괴물을 삼킨 아이) de Jang Joon-hwan (avec Kim Jae-bum)
- 2013 : AM 11:00 (열한시) de Kim Hyeon-seok (avec Kim Jae-bum)
- 2013 : The Attorney (변호인) de Yang Woo-seok (avec Kim Jae-bum)
- 2014 : Kundo (군도: 민란의 시대) de Yoon Jong-bin (avec Kim Jae-bum)
- 2014 : Sea Fog : Les Clandestins (해무) de Shim Sung-bo (avec Kim Jae-bum)
- 2015 : Inside Men (내부자들) de Woo Min-ho (avec Kim Jae-bum)
- 2016 : Mademoiselle (아가씨) de Park Chan-wook (avec Kim Jae-bum)
- 2016 : Seondal (봉이 김선달) de Park Dae-min (avec Kim Jae-bum)
- 2016 : Asura: The City of Madness (아수라) de Kim Seong-su (avec Kim Jae-bum)
- 2016 : A Violent Prosecutor (검사외전) de Lee Il-hyung (avec Kim Jae-bum)
- 2017 : New Trial (재심) de Kim Tae-yoon (avec Kim Jae-bum)
- 2017 : Sans pitié (불한당: 나쁜 놈들의 세상) de Byun Sung-hyun (avec Kim Jae-bum)
- 2017 : Lucid Dream (루시드 드림) de Kim Joon-sung (avec Kim Jae-bum)
- 2017 : Battleship Island (군함도) de Ryoo Seung-wan (avec Kim Jae-bum)
- 2017 : A Taxi Driver (택시 운전사) de Jang Hoon (avec Kim Jae-bum)
- 2017 : The Sheriff in Town (보안관) de Kim Hyung-ju (avec Kim Jae-bum)
- 2018 : The Spy Gone North (공작) de Yoon Jong-bin (avec Kim Jae-bum)
- 2018 : The Drug King (마약왕) de Woo Min-ho (avec Kim Jae-bum)
- 2018 : Rampant (창궐) de Kim Seong-hoon (avec Kim Jae-bum)
- 2018 : Mal-Mo-E: The Secret Mission (말모이) de Uhm Yoo-na (avec Jeong Won-jun)
- 2019 : Money (돈) de Park Noo-ri
- 2019 : The King's Letters (나랏말싸미) de Jo Cheol-hyeon
- 2019 : Black Money (블랙머니) de Jeong Ji-yeong

#### Années 2020
- 2020 : The Closet (클로젯) de Kim Kwang-bin
- 2020 : Steel Rain 2: Summit (강철비2: 정상회담) de Yang Woo-seok
- 2020 : The Day I Died: Unclosed Case (내가 죽던 날) de Park Ji-wan (avec Jeong Gyeh-yeon)
- 2021 : Seo Bok (서복) de Lee Yong-ju
- 2021 : Endless Rain (비와 당신의 이야기) de Jo Jin-mo
- 2022 : Kingmaker (킹메이커) de Byun Sung-hyun
- 2022 : Decision to Leave (헤어질 결심) de Park Chan-wook
- 2022 : Hunt (헌트) de Lee Jung-jae
- 2022 : The Boys (소년들) de Jeong Ji-yeong
- 2023 : Kill Bok-soon (길복순) de Byun Sung-hyun
- 2023 : Hopeless (화란) de Kim Chang-hoon
- 2023 : 12.12: The Day (서울의 봄) de Kim Seong-su
- 2024 : Piège en altitude (헤어질 결심) de Kim Sung-han
- 2024 : Revolver (리볼버) de Oh Seung-uk
- 2025 : Nocturnal (브로큰) de Kim Jin-hwang
- 2025 : The Match (승부) de Kim Hyeong-joo
- prévu en 2025 : Aucun autre choix (어쩔수가없다) de Park Chan-wook

### Courts métrages
- 1999 : Judgement (심판) de Park Chan-wook
- 2012 : Day Trip (en) (청출어람) de Park Chan-wook

### Série télévisée
- 2022 : Narco-Saints (수리남) de Yoon Jong-bin (6 épisodes)

## Distinctions

### Récompenses
- Korean Film Awards 2002 : meilleur montage pour Sympathy for Mister Vengeance[6]
- Chunsa Film Art Awards 200Z : meilleur montage pour Sympathy for Mister Vengeance[6]
- Chunsa Film Art Awards 2004 : meilleur montage pour Old Boy[6]
- Grand Bell Awards 2004 : meilleur montage pour Old Boy[6]
- Grand Bell Awards 2010 : meilleur montage pour The Man from Nowhere[6]
- Korean Film Awards 2010 : meilleur montage pour The Man from Nowhere[5]
- Blue Dragon Film Awards 2022 : meilleur montage pour Hunt[6]
- Festival international du film de Valladolid 2023 : meilleur montage pour Decision to Leave[7]

### Nominations
- Korean Film Awards 2004 : meilleur montage pour Old Boy
- Blue Dragon Film Awards 2006 : prix technique (montage) pour Le Roi et le Clown (avec son frère Kim Jae-bum)[4]
- Grand Bell Awards 2006 : meilleur montage pour Le Roi et le Clown (avec son frère Kim Jae-bum)
- Blue Dragon Film Awards 2018 : meilleur montage pour The Spy Gone North[8]
- Grand Bell Awards 2018 : meilleur montage pour The Spy Gone North[9]
- Blue Dragon Film Awards 2022 : meilleur montage pour Decision to Leave[10]
- Grand Bell Awards 2022 : meilleur montage pour Decision to Leave[11]